# Armin Kesser
Armin Artur Kesser (* 21. September 1906 in Zürich; † 30. August 1965 ebenda) war ein deutsch-schweizerischer Schriftsteller und Publizist. Er hatte eine enge, aber nicht immer unbeschwerte, Verbindung zur Familie Mann.

## Leben
Armin Kesser wurde am 21. September 1906 als Sohn des expressionistischen Schriftstellers Hermann Kesser in Zürich geboren. Von 1921 bis 1924 besuchte er die Odenwaldschule, wo er sich mit seinem Mitschüler Klaus Mann anfreundete. Beide wurden von der Schweizer Kritiker-Koryphäe Eduard Korrodi für literarisch begabt empfunden. Kesser hatte bereits als 16-Jähriger eine Lyrikprobe im Luzerner Tagblatt abgeben können. Was Korrodi an Kesser beeindruckte, war ein Aufsatz über Søren Kierkegaard in der Berliner Zeitschrift Der Neue Merkur. Monatsschrift für geistiges Leben. Dieser fußte auf Studien über den dänischen Philosophen, die er in den Jahren 1923 bis 1924 in Kopenhagen angestellt hatte. Nach erfolgtem Schulwechsel wegen Pflichtvergessenheit und anschließend bestandenem Abitur in Konstanz studierte Kesser 1925 Literatur und Philosophie in Frankfurt am Main.
Er schrieb Essays und Kritiken von 1927 bis 1932 in der Frankfurter Zeitung, des Weiteren für die Weltbühne und die Linkskurve; von 1929 bis 1932 auch für die Welt am Abend und von 1930 bis 1933 für den Berliner Börsen-Courier. Seine langjährige Mitarbeit bei der Neuen Zürcher Zeitung erstreckte sich von 1927 bis 1965.
Seit 1927 wirkte Kesser als Journalist in Berlin, wo er unter anderem Bekanntschaft mit dem Verleger Ernst Rowohlt, dem Dramatiker Bertolt Brecht und dem Kritiker-Kollegen Herbert Ihering schloss. Letzterer war beim Börsen-Courier zwischen 1930 und 1933 sein fast väterlicher Kollege, Brecht dagegen schlug er Jahre später seine Beteiligung an dessen Exilzeitschrift Das Wort aus. Ab 1930 arbeitete er auch für den Rundfunk. Nach der nationalsozialistischen Machtübernahme Anfang März 1933 wurde Kessers Berliner Wohnung des Nachts von einem SS-Kommando durchsucht, da er sich den neuen Machthabern durch seine Artikel in linken Presseorganen verdächtig gemacht hatte. Danach zog Kesser in die Schweiz, wo er sowohl sein Studium an der Universität Zürich als auch seine Laufbahn als Journalist fortsetzte. Sein großes Vorbild war der französische Schriftsteller Denis Diderot.
Der ebenfalls im Exil lebende ehemalige Mitschüler Klaus Mann vermittelte Kesser die Bekanntschaft mit dessen Vater Thomas Mann, der seit 1933 in der Schweiz wohnte. Diese Beziehung zerbrach wegen einer Rezension Armin Kessers, die – nur mit „SS“ gezeichnet – in der Neuen Zürcher Zeitung vom 24. November 1935 erschienen war und Heinrich Manns Exil-Roman Die Jugend des Königs Henri Quatre negativ bewertet hatte. Dieser journalistische Verriss wurde nicht nur von der Familie Mann, sondern auch von anderen Schriftstellerkollegen, wie Joseph Roth, als Beleidigung der deutschsprachigen Exilliteratur interpretiert. Klaus Mann brach daraufhin den Kontakt mit Kesser ab.
Nicht nur einmal distanzierte sich Armin Kesser vom Expressionismus und damit auch vom Stil seines Vaters; vielmehr bevorzugte er die Neue Sachlichkeit sowie die Sprachexperimente eines James Joyce, in dessen Roman Ulysses, nach Kessers Deutung, Urbildliches durchscheint. 1941 veröffentlichte er einen ausführlichen Nachruf auf Joyce. In den 1940er Jahren entstand eine langjährige freundschaftliche Beziehung zwischen Kesser und Robert Musil sowie seiner Frau Martha, die ebenfalls im Schweizer Exil lebten. Martha Musil, die viel Verständnis für den als schwierig geltenden Kesser bewies, zog ihn als Mitarbeiter an der Edition des Nachlasses und einer Gesamtausgabe ihres 1942 verstorbenen Mannes zu Rate. Die Werke von Kafka, Musil, Joyce sowie André Gide wirkten prägend auf die Ästhetik des Literaten Armin Kesser.
Mitte der 1930er Jahre hatte sich Kesser mit dem Behaviorismus beschäftigt und eine diesbezügliche Dissertation in Angriff genommen, die jedoch nie fertig wurde. Von 1942 bis 1945 bekleidete er eine Stelle als Mitarbeiter am Institut für angewandte Psychologie der ZAHW, wo er unter anderem Leiter für in der Schweiz eingerichtete Emigrantenlager ausbildete. Im Frühjahr 1943 nahm Kesser dann die schweizerische Staatsbürgerschaft an. Sogleich erfüllte er die sogenannten „Bundespflichten“, das heißt den Militärdienst. 1947 heiratete er, 1948 wurde er Vater eines Sohnes und 1951 einer Tochter. Gegen Ende der 1950er Jahre produzierte er Sendungen für das Schweizer Fernsehen und in den Jahren von 1962 bis 1964 war als leitender Kunstredaktor beim Schweizer Radio tätig. Neben seinen zahlreichen Feuilleton-Kritiken erschienen Kessers Lyrik- und Prosa-Arbeiten nur in Zeitungen und Zeitschriften, wobei ein Großteil davon, wie auch seine von 1930 von 1964 geführten Tagebücher, unveröffentlicht blieben.
Die Akademie der Künste in Berlin erhielt im März 2006 als Schenkung das nachgelassene Archiv von Armin Kesser und stellte es aus Anlass seines 100. Geburtstags öffentlich vor.

## Aus der Grabrede
„[Er war] einer, an dem sich die Geister schieden: Aergernis und Massstab. Und also Erzieher. Er war vielen Einzelnen Lebensmittelpunkt, er gab ihnen Glauben an den Lebenswert. Und die ihm standzuhalten vermochten, beschenkten ihn mit Liebe.“

## Werke

### Publizistik
Kesser veröffentlichte zahlreiche Rezensionen und Essays im Bereich Literatur und Kunst in Zeitungen und Fachzeitschriften. Beispielsweise rezensierte er am 19. Mai 1951 Thomas Manns Roman Der Erwählte in der Neuen Zürcher Zeitung und würdigte denselben zu dessen 60. Geburtstag im Luzerner Tagblatt. Die umfangreicheren Arbeiten finden sich in den Monatsheften des Merkur. Außerdem widmete er sich philosophischen, gesellschaftlichen und psychologischen Themen (hier vor allem C. G. Jung) und beleuchtete sein Metier, die Kunstkritik, an sich (Die abgeschaffte Kunstkritik).

### Epik
- Die Flucht. Erzählung in 6 Fortsetzungen. In: Luzerner Tagblatt, 7.–12. Dezember 1924.
- Die Ankunft. Novelle. In: Neue Zürcher Zeitung, 11./12. Dezember 1927.
- Kleine Geschichten: Das Recht zu heucheln. Der kranke Riese. Ueberzeugungen. Abfolge von Kurzprosatexten. In: Neue Zürcher Zeitung, 31. Mai 1950.

### Briefausgaben und Tagebuchaufzeichnungen
- Martha Musil: Briefwechsel mit Armin Kesser und Philippe Jaccottet. 2 Bände. 1997.
- Tagebuchaufzeichnungen über Brecht 1930–1963. In: Sinn und Form, 6/2004, S. 738–759.

### Nachworte und Begleittexte
- Walter Dräyer: Plastik der Etrusker. 1960.
- Walter Dräyer: Indische Plastik. 1960.
- Ben Nicholson. Ausstellungskatalog 1962.
- Walter Dräyer: Autun. Weltgericht und Auferstehung. 1964.